# Stipa avenacea
Stipa avenacea là một loài thực vật có hoa trong họ Hòa thảo. Loài này được (L.) Parodi miêu tả khoa học đầu tiên năm 1944.

## Hình ảnh

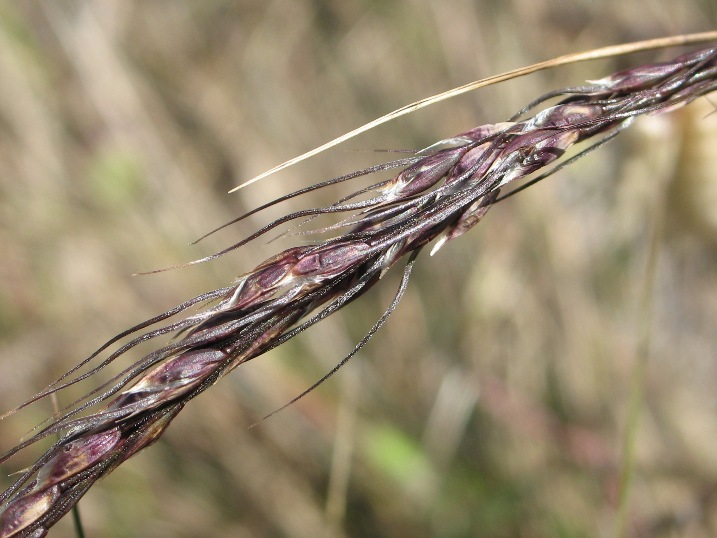
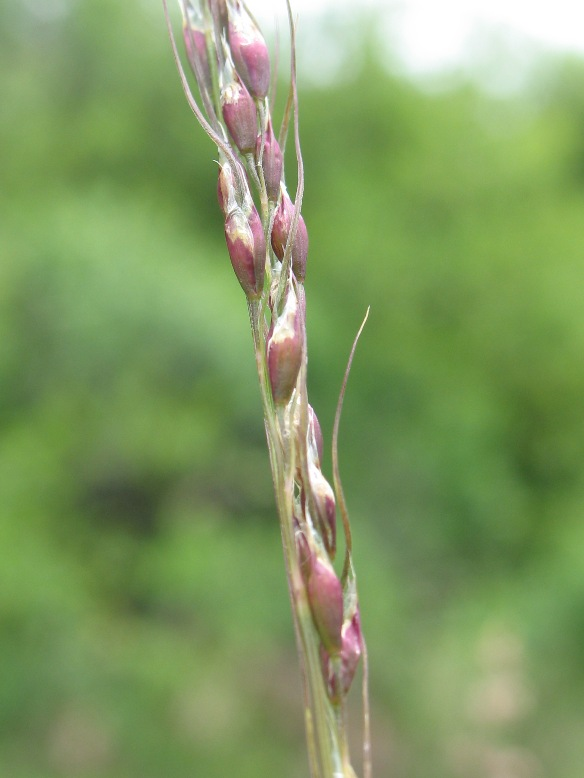
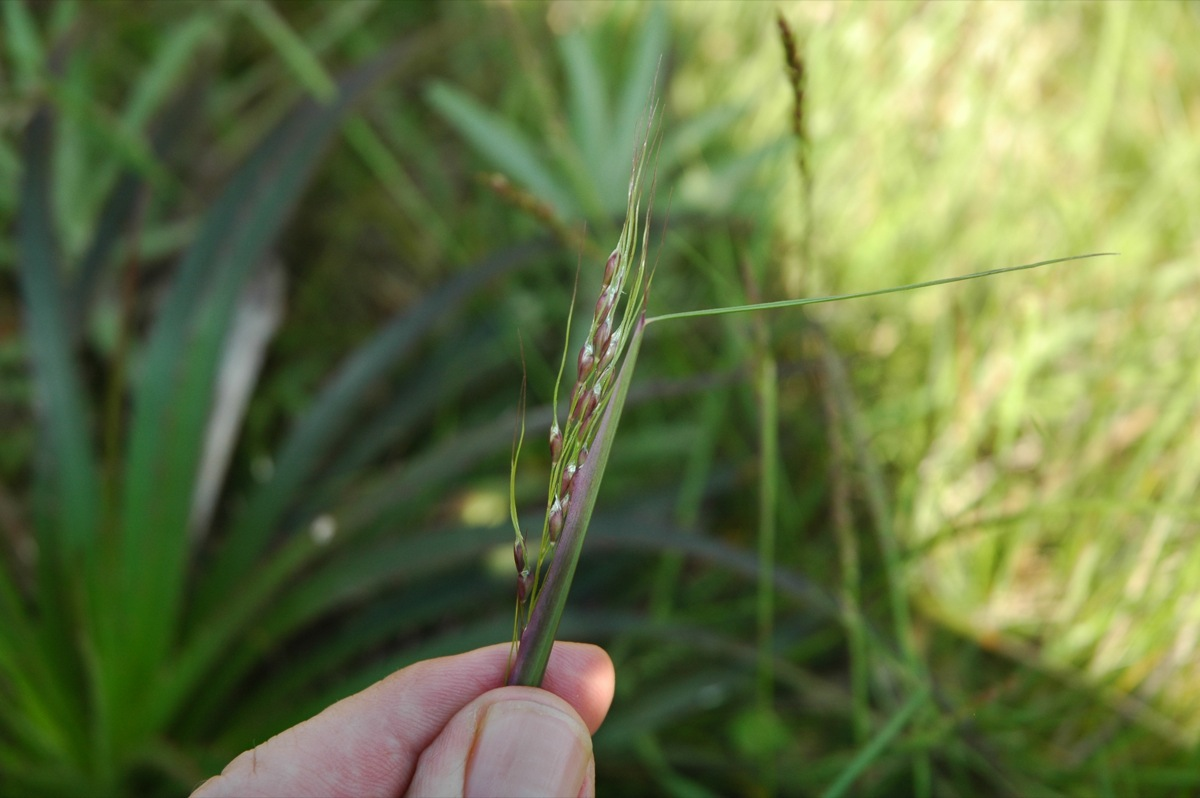